# Catoblepia versitincta
Catoblepia versitincta är en fjärilsart som beskrevs av Hans Ferdinand Emil Julius Stichel 1901. Catoblepia versitincta ingår i släktet Catoblepia och familjen praktfjärilar. Inga underarter finns listade i Catalogue of Life.

## Bildgalleri

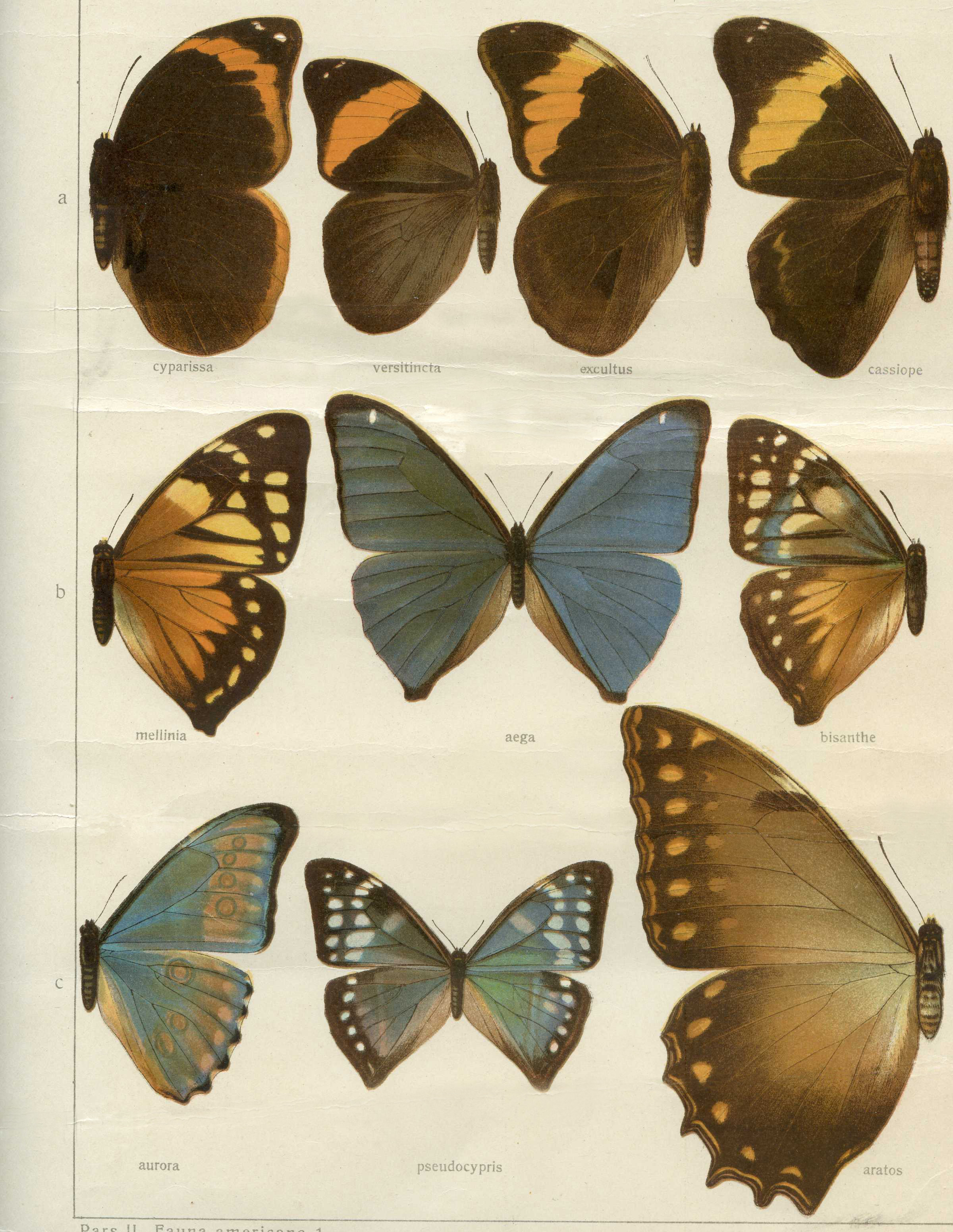